# VFR de nuit
 (août 2024).
La mise en forme du texte ne suit pas les recommandations de Wikipédia : il faut le « wikifier ».
Les points d'amélioration suivants sont les cas les plus fréquents :
- Les titres sont pré-formatés par le logiciel. Ils ne sont ni en capitales, ni en gras.
- Le texte ne doit pas être écrit en capitales (les noms de famille non plus), ni en gras, ni en italique, ni en « petit »…
- Le gras n'est utilisé que pour surligner le titre de l'article dans l'introduction, une seule fois.
- L'italique est rarement utilisé : mots en langue étrangère, titres d'œuvres, noms de bateaux, etc.
- Les citations ne sont pas en italique mais en corps de texte normal. Elles sont entourées par des guillemets français : « et ».
- Les listes à puces sont à éviter, des paragraphes rédigés étant largement préférés. Les tableaux sont à réserver à la présentation de données structurées (résultats, etc.).
- Les appels de note de bas de page (petits chiffres en exposant, introduits par l'outil «  Source ») sont à placer entre la fin de phrase et le point final[comme ça].
- Les liens internes (vers d'autres articles de Wikipédia) sont à choisir avec parcimonie. Créez des liens vers des articles approfondissant le sujet. Les termes génériques sans rapport avec le sujet sont à éviter, ainsi que les répétitions de liens vers un même terme.
- Les liens externes sont à placer uniquement dans une section « Liens externes », à la fin de l'article. Ces liens sont à choisir avec parcimonie suivant les règles définies. Si un lien sert de source à l'article, son insertion dans le texte est à faire par les notes de bas de page.
- La présentation des références doit suivre les conventions bibliographiques. Il est recommandé d'utiliser les modèles {{Ouvrage}}, {{Chapitre}}, {{Article}}, {{Lien web}} et/ou {{Bibliographie}}. Le mode d'édition visuel peut mettre en forme automatiquement les références.
- Insérer une infobox (cadre d'informations à droite) n'est pas obligatoire pour parachever la mise en page.

Pour une aide détaillée, merci de consulter Aide:Wikification.
Si vous pensez que ces points ont été résolus, vous pouvez retirer ce bandeau et améliorer la mise en forme d'un autre article.
Le VFR de nuit est un vol VFR qui s'effectue pendant la nuit aéronautique (c'est-à-dire entre 30 minutes après le coucher du soleil et 30 minutes avant le lever du soleil). Il est soumis à des conditions météorologiques de vol à vue minimales dites condition VMC.

## Conditions du VFR de nuit
Le vol VFR de nuit s'effectue sous plusieurs conditions, dont l'aptitude du pilote, les conditions météorologiques et le contrôle aérien.

### Aptitude humaine
Le pilote possède au minimum un certificat médical valide de classe 2 sans contre-indication du vol de nuit.
Le pilote possède toutes ses facultés mentales et physiques qui permettent de conduire un vol de nuit à bien.
Le pilote a suivi la formation théorique du VFR de nuit.

### Conditions météorologiques
Si vol local, conserver la vue de l'aérodrome.
Les conditions météorologiques VMC de jour minimales de visibilité et d'espacement avec les nuages s'appliquent.
La hauteur minimale de la base des nuages par rapport à l'aérodrome doit être supérieure ou égale à 450 mètres (ou 1500 pieds)
La visibilité doit être supérieure ou égale à 5 km pour un vol local, ou 8 km entre les aérodromes de départ, de destination et de déroutement
En dessous du plus haut des 2 niveaux : 3000 pieds (950 m) au dessus du niveau de la mer ou 1000 pieds (300 m) au dessus du relief, le pilote garde un visuel sur le sol
Dans tous les cas, le VFR de nuit n'est pas possible si la visibilité est inférieure à 5 km.

### Conditions soumises au contrôle aérien
Un vol VFR de nuit peut être effectué dans un espace aérien non contrôlé (de classe E, F, G), ou après délivrance d'une clairance dans un espace aérien contrôlé (de classe B, C, D).
Si le vol va au-delà des abords de l'aérodrome, un plan de vol doit être déposé au moins 30 minutes avant le départ.